# Unione Sportiva Lecce 1981-1982
Questa voce raccoglie le informazioni riguardanti l'Unione Sportiva Lecce nelle competizioni ufficiali della stagione 1981-1982.

## Divise e sponsor
| Casa | Trasferta | Alternativa |

## Rosa
| N. |                   | Ruolo | Calciatore               |
| -- | ----------------- | ----- | ------------------------ |
|    | Italia (bandiera) | P     | Graziano De Luca         |
|    | Italia (bandiera) | P     | Divo Vannucci            |
|    | Italia (bandiera) | D     | Antonino Imborgia        |
|    | Italia (bandiera) | D     | Michele Lorusso          |
|    | Italia (bandiera) | D     | Salvatore Antonio Nobile |
|    | Italia (bandiera) | D     | Carmelo Miceli           |
|    | Italia (bandiera) | D     | Domenico Progna          |
|    | Italia (bandiera) | D     | Vincenzo Marino          |
|    | Italia (bandiera) | D     | Pasquale Bruno           |
|    | Italia (bandiera) | D     | Gilberto Mancini         |
|    | Italia (bandiera) | C     | Maurizio Orlandi         |
|    | Italia (bandiera) | C     | Giordano Cinquetti       |

| N. |                   | Ruolo | Calciatore         |
| -- | ----------------- | ----- | ------------------ |
|    | Italia (bandiera) | C     | Giovanni Improta   |
|    | Italia (bandiera) | C     | Nello Cianci       |
|    | Italia (bandiera) | C     | Ruggero Cannito    |
|    | Italia (bandiera) | C     | Lorenzo Ferrante   |
|    | Italia (bandiera) | C     | Francesco Mileti   |
|    | Italia (bandiera) | C     | Primo Maragliulo   |
|    | Italia (bandiera) | C     | Claudio Merlo      |
|    | Italia (bandiera) | A     | Ubaldo Biagetti    |
|    | Italia (bandiera) | A     | Sergio Magistrelli |
|    | Italia (bandiera) | A     | Agostino Spica     |
|    | Italia (bandiera) | A     | Giancarlo Tacchi   |
|    | Italia (bandiera) | A     | Paolo Tusino       |

## Risultati

### Serie B

#### Girone di andata
| 11 ottobre 1981 1ª giornata | Perugia | 2 – 1 | Lecce |  |

| 20 settembre 1981 2ª giornata | Lecce | 1 – 0 | Foggia |  |

| 27 settembre 1981 3ª giornata | Brescia | 0 – 2 | Lecce |  |

| 4 ottobre 1981 4ª giornata | Reggiana | 0 – 0 | Lecce |  |

| 11 ottobre 1981 5ª giornata | Lecce | 1 – 0 | Sampdoria |  |

| 18 ottobre 1981 6ª giornata | Lazio | 4 – 0 | Lecce |  |

| 25 ottobre 1981 7ª giornata | Lecce | 0 – 1 | Verona |  |

| 1º novembre 1981 8ª giornata | Rimini | 3 – 1 | Lecce |  |

| 8 novembre 1981 9ª giornata | Lecce | 1 – 1 | SPAL |  |

| 15 novembre 1981 10ª giornata | Lecce | 1 – 0 | Bari |  |

| 22 novembre 1981 11ª giornata | Pescara | 0 – 0 | Lecce |  |

| 29 novembre 1981 12ª giornata | Lecce | 3 – 0 | Pistoiese |  |

| 06 dicembre 1981 13ª giornata | Cremonese | 2 – 1 | Lecce |  |

| 13 dicembre 1981 14ª giornata | Catania | 0 – 0 | Lecce |  |

| 20 dicembre 1981 15ª giornata | Lecce | 1 – 1 | Varese |  |

| 3 gennaio 1982 16ª giornata | Pisa | 3 – 0 | Lecce |  |

| 10 gennaio 1982 17ª giornata | Lecce | 0 – 0 | Sambenedettese |  |

| 17 gennaio 1982 18ª giornata | Palermo | 1 – 1 | Lecce |  |

| 24 gennaio 1982 19ª giornata | Lecce | 0 – 1 | Cavese |  |

#### Girone di ritorno
| 7 febbraio 1982 20ª giornata | Lecce | 1 – 1 | Perugia |  |

| 14 febbraio 1982 21ª giornata | Foggia | 1 – 0 | Lecce |  |

| 21 febbraio 1982 22ª giornata | Lecce | 2 – 0 | Brescia |  |

| 28 febbraio 1982 23ª giornata | Lecce | 0 – 0 | Reggiana |  |

| 7 marzo 1982 24ª giornata | Sampdoria | 0 – 0 | Lecce |  |

| 14 marzo 1982 25ª giornata | Lecce | 1 – 0 | Lazio |  |

| 21 marzo 1982 26ª giornata | Verona | 2 – 0 | Lecce |  |

| 28 marzo 1982 27ª giornata | Lecce | 2 – 2 | Rimini |  |

| 4 aprile 1982 28ª giornata | SPAL | 2 – 2 | Lecce |  |

| 11 aprile 1982 29ª giornata | Bari | 1 – 0 | Lecce |  |

| 18 aprile 1982 30ª giornata | Lecce | 1 – 0 | Pescara |  |

| 25 aprile 1982 31ª giornata | Pistoiese | 1 – 1 | Lecce |  |

| 2 maggio 1982 32ª giornata | Lecce | 1 – 1 | Cremonese |  |

| 9 maggio 1982 33ª giornata | Lecce | 2 – 1 | Catania |  |

| 16 maggio 1982 34ª giornata | Varese | 2 – 0 | Lecce |  |

| 23 maggio 1982 35ª giornata | Lecce | 0 – 0 | Pisa |  |

| 30 maggio 1982 36ª giornata | Sambenedettese | 1 – 1 | Lecce |  |

| 6 giugno 1982 37ª giornata | Lecce | 2 – 1 | Palermo |  |

| 13 giugno 1982 38ª giornata | Cavese | 0 – 0 | Lecce |  |

### Coppa Italia

#### Primo turno
| Arbitro: | Tubertini (Bologna) |

|           |           |                 |
| Ravot 60’ | Marcatori | 53’ Magistrelli |

| Lecce 26 agosto 1981, ore 17:00 2ª giornata | Lecce             | 0 – 0 | Sampdoria | Stadio Via del Mare\| Arbitro: \| Pairetto (Torino) \| |
| Arbitro:                                    | Pairetto (Torino) |       |           |                                                        |

| Arbitro: | Patrussi (Ravenna) |

|                               |           |                                   |
| Improta 30’ (rig.) Tacchi 71’ | Marcatori | 11’ (rig.) Nicoletti 63’ Fontolan |

| Arbitro: | Parussini (Udine) |

|            |           |                     |
| Caccia 24’ | Marcatori | 74’ (rig.) Ferrante |

## Statistiche

### Statistiche dei giocatori
| Giocatore      | Serie B  | Serie B | Serie B     | Serie B    | Coppa Italia | Coppa Italia | Coppa Italia | Coppa Italia | Totale   | Totale | Totale      | Totale     |
| Giocatore      | Presenze | Reti    | Ammonizioni | Espulsioni | Presenze     | Reti         | Ammonizioni  | Espulsioni   | Presenze | Reti   | Ammonizioni | Espulsioni |
| -------------- | -------- | ------- | ----------- | ---------- | ------------ | ------------ | ------------ | ------------ | -------- | ------ | ----------- | ---------- |
| U. Biagetti    | 6        | 0       | ?           | ?          | 2            | 0            | ?            | ?            | 8        | 0      | ?           | ?          |
| P. Bruno       | 31       | 6       | ?           | ?          | 4            | 0            | ?            | ?            | 35       | 6      | ?           | ?          |
| N. Cianci      | 4        | 0       | ?           | ?          | 0            | 0            | ?            | ?            | 4        | 0      | ?           | ?          |
| G. Cinquetti   | 22       | 2       | ?           | ?          | 0            | 0            | ?            | ?            | 22       | 2      | ?           | ?          |
| R. Cannito     | 33       | 1       | ?           | ?          | 2            | 0            | ?            | ?            | 35       | 1      | ?           | ?          |
| G. De Luca     | 27       | -24     | ?           | ?          | 0            | 0            | ?            | ?            | 27       | -24    | ?           | ?          |
| L. Ferrante    | 29       | 3       | ?           | ?          | 4            | 1            | ?            | ?            | 33       | 4      | ?           | ?          |
| A. Imborgia    | 26       | 0       | ?           | ?          | 2            | 0            | ?            | ?            | 28       | 0      | ?           | ?          |
| G. Improta     | 32       | 1       | ?           | ?          | 4            | 1            | ?            | ?            | 36       | 2      | ?           | ?          |
| M. Lorusso     | 28       | 0       | ?           | ?          | 1            | 0            | ?            | ?            | 29       | 0      | ?           | ?          |
| S. Nobile      | 0        | 0       | ?           | ?          | 0            | 0            | ?            | ?            | 0        | 0      | ?           | ?          |
| F. Mileti      | 23       | 0       | ?           | ?          | 4            | 0            | ?            | ?            | 27       | 0      | ?           | ?          |
| S. Magistrelli | 36       | 7       | ?           | ?          | 4            | 1            | ?            | ?            | 40       | 8      | ?           | ?          |
| G. Mancini     | 34       | 0       | ?           | ?          | 4            | 0            | ?            | ?            | 38       | 0      | ?           | ?          |
| P. Maragliulo  | 1        | 0       | ?           | ?          | 0            | 0            | ?            | ?            | 1        | 0      | ?           | ?          |
| V. Marino      | 8        | 0       | ?           | ?          | 1            | 0            | ?            | ?            | 9        | 0      | ?           | ?          |
| C. Merlo       | 16       | 1       | ?           | ?          | 4            | 0            | ?            | ?            | 20       | 1      | ?           | ?          |
| C. Miceli      | 28       | 0       | ?           | ?          | 1            | 0            | ?            | ?            | 29       | 0      | ?           | ?          |
| M. Orlandi     | 28       | 0       | ?           | ?          | 0            | 0            | ?            | ?            | 28       | 0      | ?           | ?          |
| D. Progna      | 14       | 0       | ?           | ?          | 4            | 0            | ?            | ?            | 18       | 0      | ?           | ?          |
| A. Spica       | 27       | 3       | ?           | ?          | 0            | 0            | ?            | ?            | 27       | 3      | ?           | ?          |
| G. Tacchi      | 30       | 3       | ?           | ?          | 3            | 1            | ?            | ?            | 33       | 4      | ?           | ?          |
| P. Tusino      | 14       | 1       | ?           | ?          | 1            | 0            | ?            | ?            | 15       | 1      | ?           | ?          |
| D. Vannucci    | 13       | -11     | ?           | ?          | 4            | -4           | ?            | ?            | 17       | -15    | ?           | ?          |